# KV Drita
KV Drita är en volleybollklubb från Gjilani, Kosovo, grundad 1951.
Ursprungligen hade klubben bara ett herrlag. Det vann 1981 ligan i Kosovo och spelade sedan på federal nivå tills upplösningen av Jugoslavien. De blev mästare i Kosovo 1998 och vann cupen 1999. Därefter har verksamheten vid flera tillfällen lagts ned och senare återstartats
Damlaget grundades 1982. De har blivit mästare i Kosovo vid flera tillfällen, främst under första halvan av 1990-talet
 och sedan mitten av 2010-talet